# كويرتز

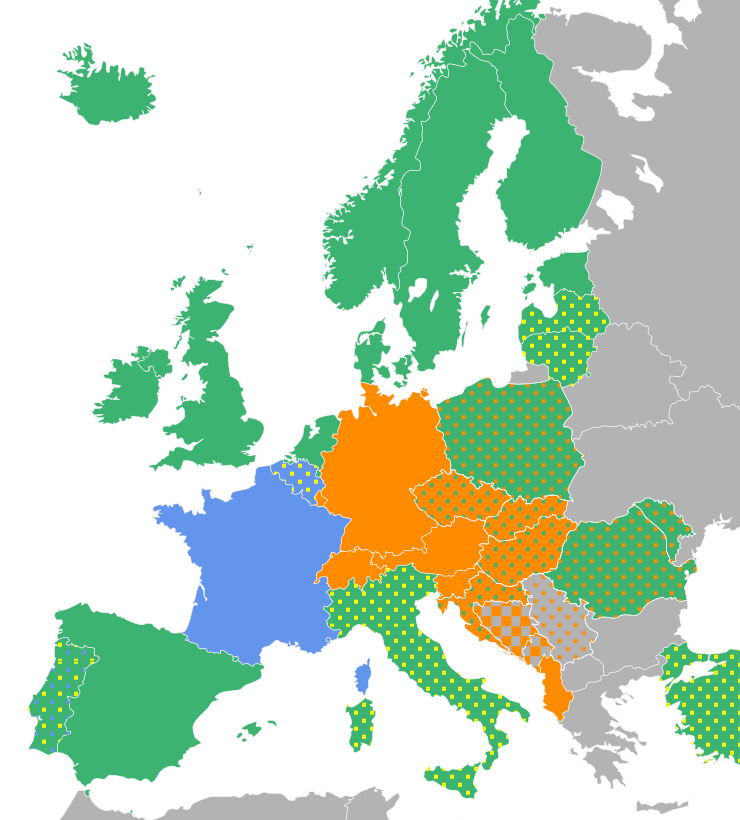
التوزيع الجغرافي للوحات المفاتيح في أوروبا:

(كويرتز QWERTZ) التي يُنطق اسمها /ˈkwɜːrts/ KWURTS ( /ˈkwɜːrtsuː/ KWURT-soo هي لوحة مفاتيح ، هي تصميم شائع للوحات المفاتيح والآلات الكاتبة في مناطق وسط وجنوب شرق أوروبا. وقد اشتق اسمها من الأحرف الستة الأولى الموجودة في الصف العلوي الأيسر من لوحة المفاتيح، وهي: (QWERTZ ) .

## ملخص

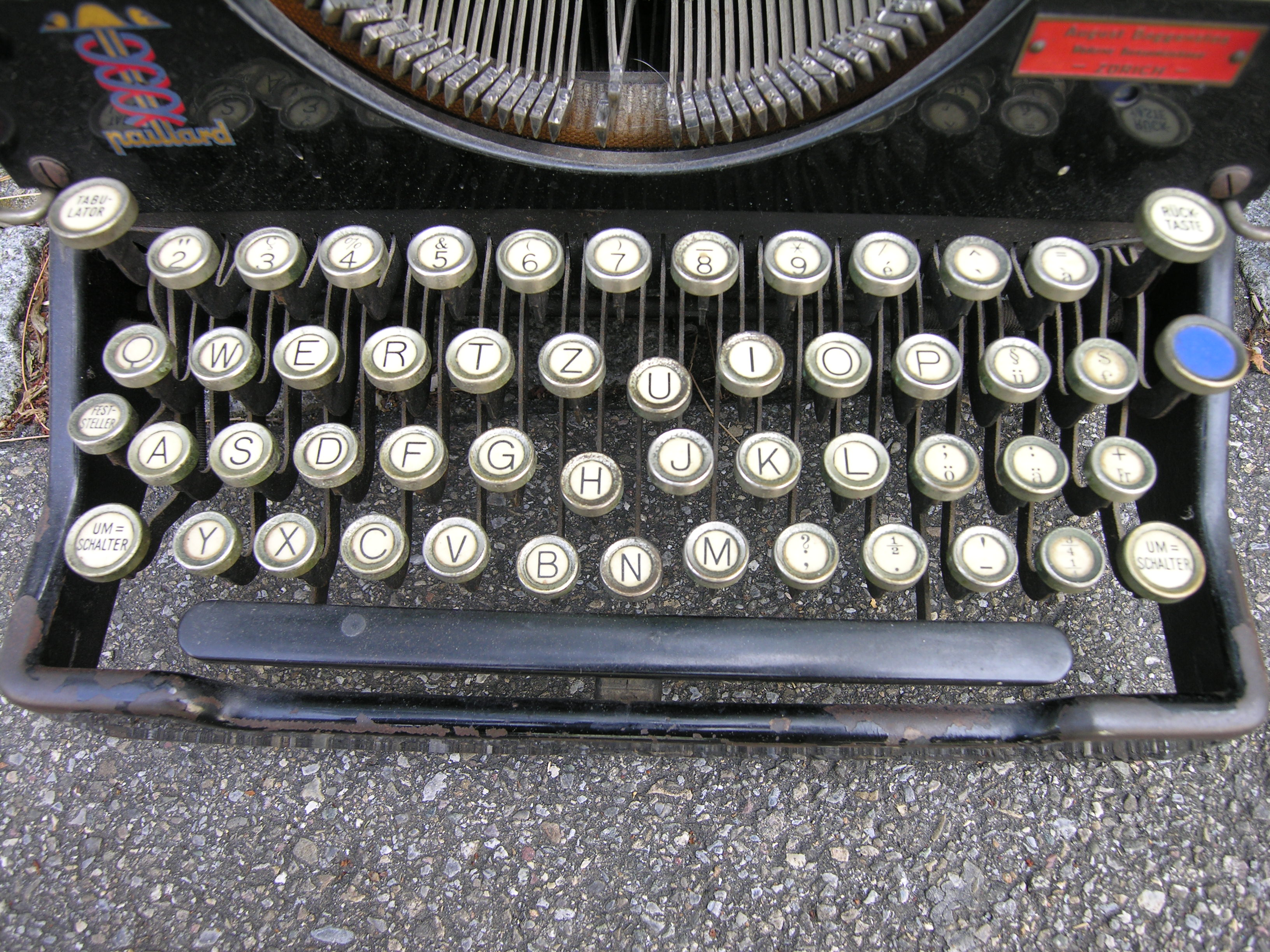
لوحة مفاتيح QWERTZ لآلة كاتبة سويسرية قديمة

يتمثل الاختلاف الأساسي بين تخطيطي كويرتز و كويرتي في تبادل موضعي مفتاحي Z و Y (وهو ما أدى إلى ظهور لقب "kezboard" [بحاجة لمصدر]). ويُرجح أن هذا التغيير قد أُجري لثلاثة أسباب رئيسية :[بحاجة لمصدر]
- يعتبر الحرف Z أكثر شيوعًا من الحرف Y في اللغة الألمانية؛ حيث يظهر الأخير فقط في الكلمات المستعارة (خاصةً من اللغة اليونانية القديمة) وفي الأسماء الصحيحة مثل Meyer (إلى جانب Meier ومتغيرات أخرى مختلفة).
- غالبًا ما يظهر الحرفان T وZ جنبًا إلى جنب في الكتابة الألمانية، ويتم تقليل التشويش على الآلة الكاتبة عن طريق وضع المفتاحين بحيث يمكن كتابتهما بأيدٍ منفصلة.
- حرفا Z وU متجاوران أيضًا. Zu، التي تعني "إلى" بالألمانية، وهي أيضًا بادئة شائعة جدًا، يمكن كتابتها بسهولة.

مشابهة للعديد من لوحات المفاتيح الأخرى غير الإنجليزية:
- تم تعديل جزء من لوحة المفاتيح لتشمل أحرفًا خاصة باللغة، على سبيل المثال حروف العلة المتغيرة ( ä ، ö ، ü ) في لوحات المفاتيح الألمانية والنمساوية والسويسرية (الألمانية)؛ والحروف المميزة المستخدمة بشكل متكرر (é، è، à) في لوحات المفاتيح السويسرية (الفرنسية).
- عادةً ما تقوم لوحات مفاتيح كويرتز بتغيير اليمينAltمفتاح فيAlt Grمفتاح للوصول إلى المستوى الثالث من مهام المفاتيح. وهذا ضروري لأن الأحرف الخاصة باللغة لا تترك مجالاً لاحتواء جميع الرموز الخاصة بـ ASCII ، والتي يحتاجها المبرمجون وغيرهم، على المستويين الأول أو الثاني (المحول) دون زيادة حجم لوحة المفاتيح بشكل غير ملائم.
- يتم تغيير مواضع بعض الرموز الخاصة عند مقارنتها بالإصدارات الإنجليزية (المملكة المتحدة والولايات المتحدة) من كويرتي.

في كثير من الأحيان، يتم استبدال بعض النقوش النصية المختصرة الموجودة على المفاتيح الخاصة برموز رسومية (على سبيل المثال، مفتاح ⇪ ⇪ Caps Lock غالبًا ما يكون عبارة عن سهم مجوف يشير إلى الأعلى، ومفتاح ← ← Backspace يُمثل بسهم يشير إلى اليسار).في لوحات المفاتيح الألمانية والنمساوية، معظم العلامات المختصرة الأخرى مكتوبة باللغة الألمانية:Ctrlيتم ترجمة (التحكم) إلى معادله الألماني "Strg" لـ Steuerung ، وDeleteيتم اختصار "Entf" ( entfernen ).EscEsc و↵ Enter على لوحة المفاتيح الرقمية لا تتم ترجمتها. (انظر: العلامات الرئيسية )

## المتغيرات
يُستخدم تخطيط كويرتزعلى نطاق واسع في أوروبا الناطقة باللغة الألمانية بالإضافة إلى بلدان أوروبا الوسطى والبلقان الأخرى التي تستخدم النص اللاتيني . في حين تستخدم البلدان الناطقة باللغة الألمانية في جوهرها نظام كويرتزبشكل حصري تقريبًا، مممممممممم أما بالنسبة للوضع بين المتحدثين باللغة الألمانية في شرق بلجيكا ، ولوكسمبورج وجنوب تيرول، فهو أكثر تنوعًا. أما الدول الأخرى التي استخدمت تخطيط كويرتزتاريخيًا، فكانت إما أجزاءً من الإمبراطورية النمساوية المجرية و/أو كانت تربطها علاقات تكنولوجية واقتصادية وثقافية ألمانية قوية، مما شجعها على تبني الآلات الكاتبة الألمانية التي تعتمد تصميم كويرتز.

### الألبانية
يُعد تخطيط كويرتز هو التخطيط الافتراضي للوحة المفاتيح للغة الألبانية في نظام التشغيل مايكروسفت ويندوز .

### النمسا وألمانيا

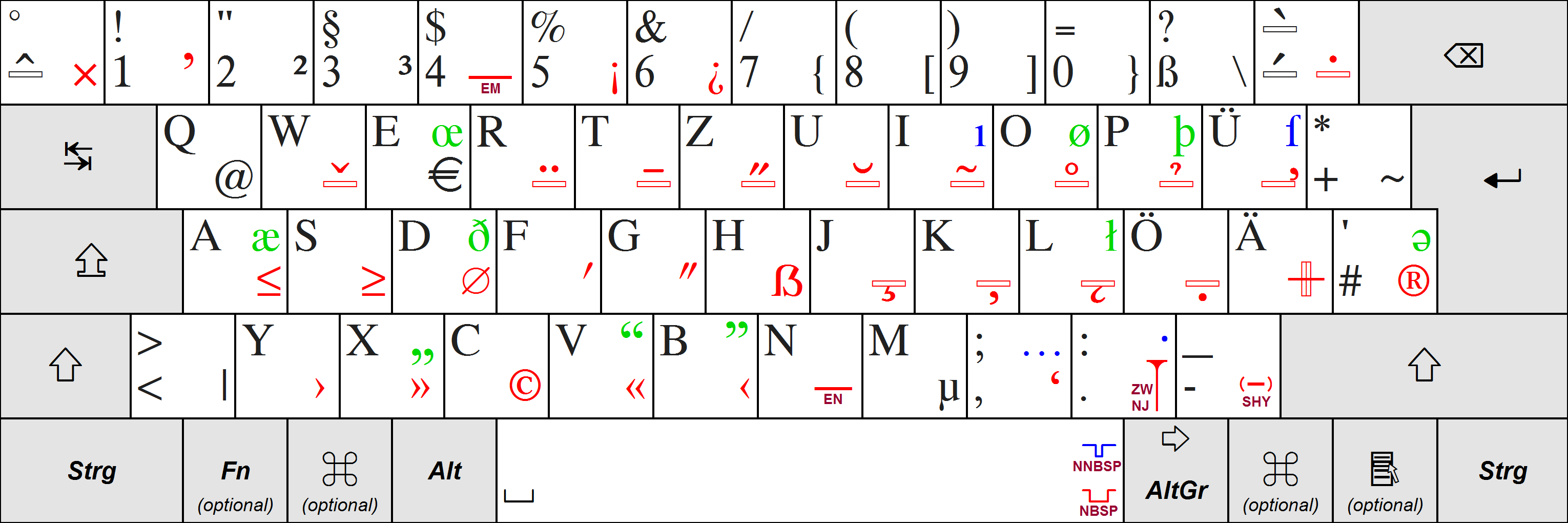
تخطيط لوحة المفاتيح الألمانية "T2" وفقًا لـ DIN 2137:2012-06.
الأحرف التي تظهر باللون الأسود موجودة أيضًا في تخطيط "T1" التقليدي.

انهو يتم اعتماد تخطيط لوحة مفاتيح الكمبيوتر المستخدم بشكل شائع في مدينتي ألمانيا والنمسا على تخطيط وشكل محدد في إصدار سابق (أكتوبر عام 1988) من المعيار الألماني DIN 2137-2. حيث يستطيع الإصدار الحالي DIN 2137:2012-06 بتوحيده باعتباره الأول (الأساسي) من بين ثلاثة تخطيطات، ويطلق عليه اسم "تي 1" ( Tastaturbelegung 1 ، أو "تخطيط لوحة المفاتيح 1").
يستخدم مفاتيح ميتة لكتابة الأحرف المميزة والرموز والاشكال مثل é وAltGrمفتاح للوصول إلى الأحرف في المستوى الثالث (على سبيل المثال [ ، ]، @، أو علامة اليورو € ، أو micro- µ ) وغيرها من العديد من الاشكال والرموز .حيث انهو يتم استخدام تخطيط "تي 2" كما هو محدد في إصدار 2012 من المعيار الألماني أيضًا تحديد المجموعة للوصول إلى الأحرف الخاصة مثل الحرف s الطويل ، أو الأحرف الأجنبية مثل " Æ " أو " Ə " او الرموز والاشكال.

#### الصوربية
يتميز تخطيط QWERTZ الصربي بتطابقه الكبير مع التخطيط الألماني، إلا أنه يتيح إدخال الأحرف الصربية الإضافية باستخدام مفاتيح خاصة تُعرف بالمفاتيح الميتة. ويتضمن هذا التخطيط ثلاثة أنواع مختلفة: القياسي، والقديم (الإرث)، والموسع. وتدعم أنظمة تشغيل مايكروسفت ويندوز (بدءًا من Winويندوز dows 7 والإصدارات الأحدث) جميع هذه الأنواع.

### التشيكية

تخطيط لوحة مفاتيح QWERTZ التشيكية

يُستخدم تخطيط لوحة المفاتيح QWERTZ بشكل شائع في جمهورية التشيك ، ولكن متغير كويرتي هو خيار غير رسمي. يمكن الوصول إلى الأحرف من لوحة المفاتيح الأمريكية (@#$&\|[]{}<>^`~*) بالإضافة إلى ذلك، يمكن الوصول إلى بعض الأحرف وعلامات التشكيل الأخرى (مثل ÷×¤€ßĐđŁł°˘˝·˛¸) المفقودة في لوحة مفاتيح الآلة الكاتبة الميكانيكية التشيكية باستخدام مفتاح AltGr. ويدعم نظام التشغيل مايكروسفت ويندوز تخطيط الصورة هذا. يُعتبر تخطيط كويرتي أكثر كفاءة للغة التشيكية، حيث أن الحرف Z أكثر شيوعًا بقليل من الحرف Y، ولكنه لا يتفوق على كويرتي إلا بنسبة 4% فقط من حيث الكفاءة.

ذكر استطلاع رأي على الإنترنت في عام 2013 أن 56% من المستخدمين التشيكيين يستخدمون كويرتزو44% يستخدمون كويرتي،  ولكن في عام 2020 استخدم 57% من المستخدمين التشيكيين كويرتي و43% استخدموا كويرتز.

### هنغاريا

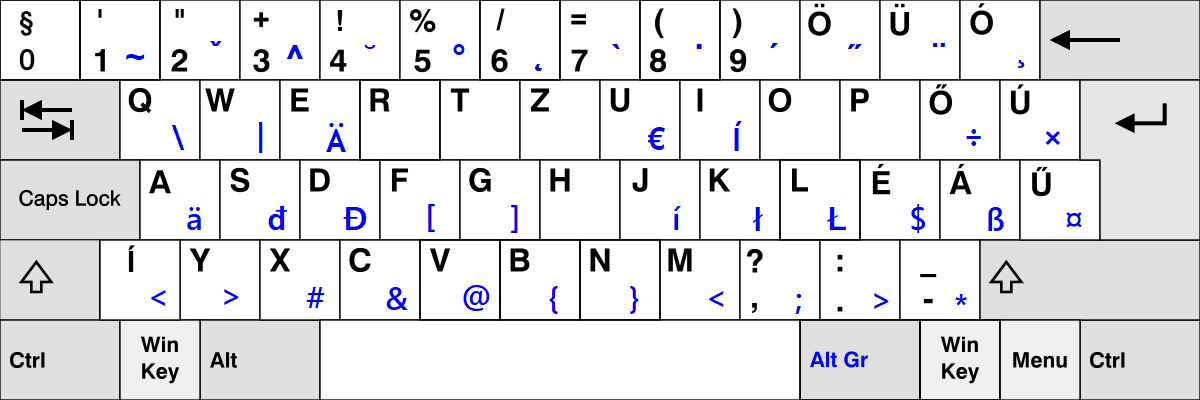
تخطيط لوحة المفاتيح المجرية

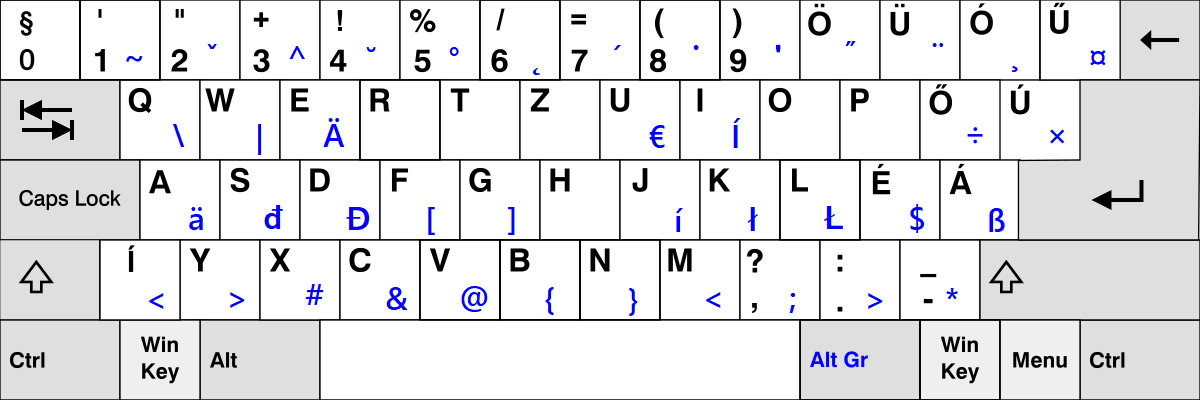
تخطيط لوحة المفاتيح المجرية البديل

في بعض تصميمات لوحات المفاتيح، يقع مفتاح ű على الجانب الأيسر من مفتاح الإدخال (Enter)، بينما في تصميمات أخرى، يتم وضعه على الجانب الأيسر من مفتاح المسافة الخلفية (Backspace) (يرجى الاطلاع على الصورتين المعروضتين على اليمين).
من الخصائص غير التقليدية في تصميم لوحة المفاتيح المجرية هو موقع الرقم 0 (صفر)، حيث يقع على يسار الرقم 1. وقد تم هذا الترتيب على ما يبدو لتجميع معظم الأحرف المميزة معًا على الجانب الأيمن من لوحة المفاتيح.
التخطيط الرسمي المعتمد في البلاد هو كويرتز ، مما يجعله تخطيط لوحة المفاتيح الأكثر شيوعًا واستخدامًا. في الماضي، كان تخطيط كويرتي منتشرًا على نطاق واسع بسبب عدم توفر تخطيط مجري مخصص لأجهزة الكمبيوتر القديمة بشكل شائع. ولكن نظرًا لأن هذه المشكلة لم تعد قائمة، فإن الغالبية العظمى من المستخدمين يعتمدون الآن على تخطيط كويرتز في استخدامهم اليومي للحواسيب.
في لوحات مفاتيح "ISO" (كما هو موضح في الصورة الأولى) ولوحات مفاتيح "BAE" (كما هو موضح في الصورة الثانية)، يقع مفتاح "Í" على المفتاح المجاور مباشرةً لزر ⇧ ⇧ Shiftالأيسر. ولمعالجة مشكلة لوحات المفاتيح ذات 101/104 مفتاح (ANSI) التي لا تتضمن هذا المفتاح، قام تخطيط MS Windows QWERTY بوضع الحرف Í على المفتاح الذي يشغل عادةً موقع الرقم 0 (صفر)، بينما تم نقل الرقم 0 إلى الطبقة الثالثة لهذا المفتاح (التي يتم الوصول إليها عبر مفتاح AltGr).

على أجهزة كمبيوتر Macintosh، يتمتع كلا التخطيطين (كويرتي وكويرتز) بهذا التكيف.

### بولندا

لوحة مفاتيح بولندية للآلات الكاتبة وفقًا للمعيار PN-87

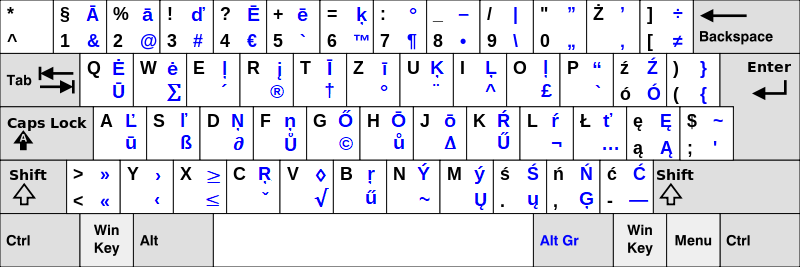
لوحة المفاتيح البولندية QWERTZ المستخدمة على Macintosh

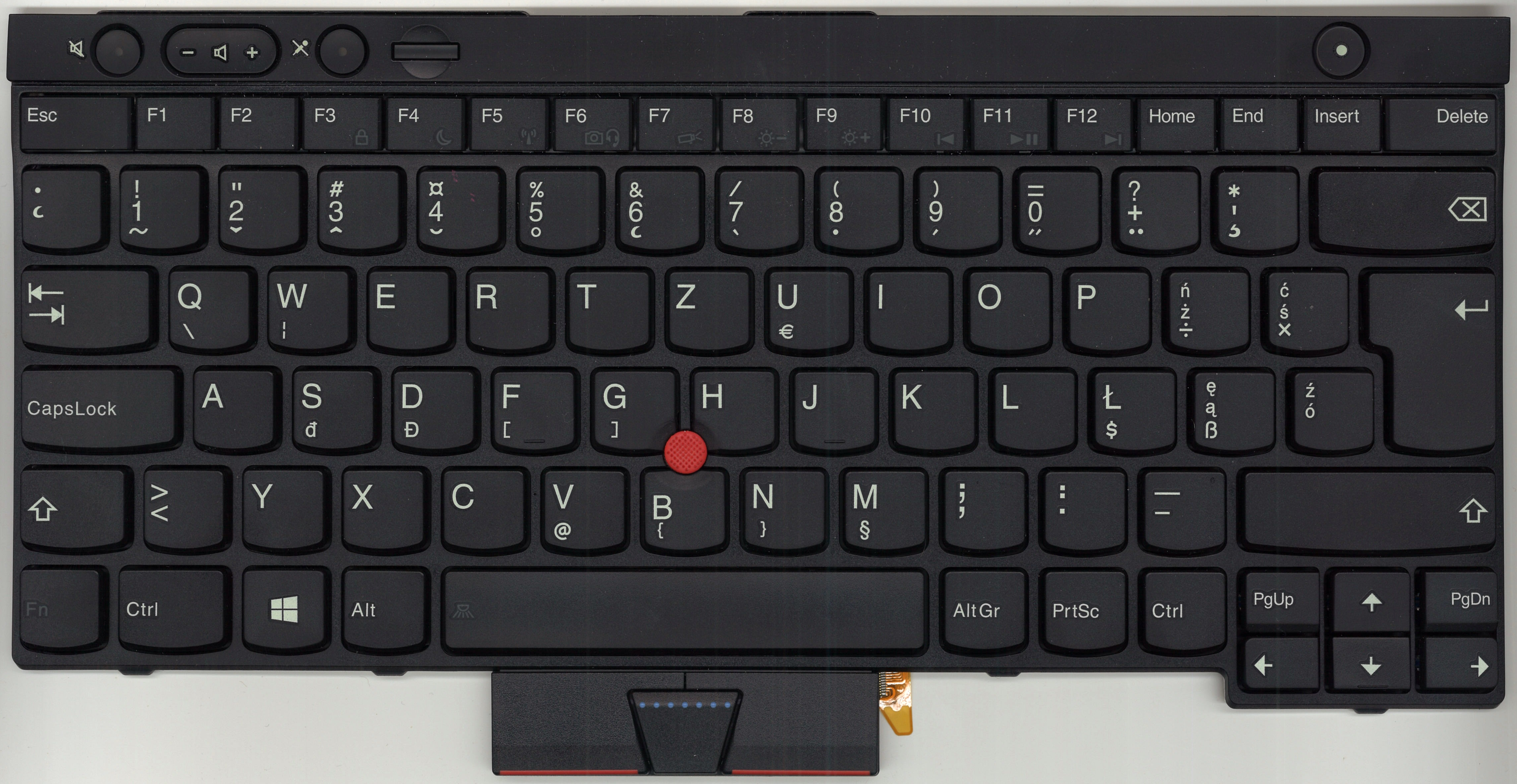
تخطيط PL-214 المستخدم في MS-DOS وWindows وLinux

في بولندا، استُخدمت نسخة مختلفة من لوحة مفاتيح كويرتز في الماضي، ولكن لوحات مفاتيح كويرتي أصبحت هي السائدة منذ أوائل التسعينيات.

### روماني

لوحة المفاتيح الرومانية (الافتراضية) من Windows 3.1 CE إلى XP/2003

التخطيط القياسي للوحة المفاتيح كما هو محدد في معيار SR 13392:2004 هو كويرتي . ومع ذلك، فقد تم تضمين تخطيط لوحة مفاتيح كويرتز الروماني (المتوافق مع المعايير الأقدم) في نظام التشغيل ويندوز 3.1، وأعيدت تسميته إلى "الرومانية (Legacy)" في جميع الإصدارات اللاحقة بدءًا من نظام التشغيل ويندوز Vista. ويرجع ذلك إلى تقديم تخطيطي كويرتي القياسيين اللذين يدعمان علامات الإملاء الصحيحة.نظرًا لأنه تم ابتكاره قبل فصل "Ș" ( S-comma ) و"Ț" ( T-comma ) مع "Ş" (S- cedilla ؛ المستخدمة في اللغات التركية) و"Ţ" (T cedilla)، فقد تم استخدام الأحرف التي تحتوي على cedilla في التخطيط (ولا تزال تُستخدم في الترميز الافتراضي 1250 ). في عام 2012، تم عمل نسخة تحتوي على فواصل وهي متاحة كتخطيط مخصص ليتم تثبيته من قبل المستخدم النهائي المهتم.

### السلوفاكية

تخطيط لوحة مفاتيح QWERTZ السلوفاكية

استخدمت الآلات الكاتبة في سلوفاكيا تخطيط QWERTZ المشابه إلى حد كبير للتخطيط المستخدم في الآلات الكاتبة في جمهورية التشيك. يختلف تخطيط QWERTZ السلوفاكي عن التخطيط التشيكي في استخدام الحرفľ بدلا من التشيكيةě في نفس الموضع، أيضًا الحرفť هو في موقف التشيكř والحرفô هو في موقف التشيكů . هناك مفتاحان آخران يختلفان في هاتين اللغتين: السلوفاكيةä ( المفتاح يحل محل المفتاح التشيكي( ) المفتاح والسلوفاكيةň ) يحل المفتاح محل المفتاح التشيكي' ¨مفتاح . مممممن تفتقر لوحة المفاتيح السلوفاكية إلى 17 حرفًا موجودة في لوحة المفاتيح الأمريكية (@#$&|[]{<>^`~*') وذلك بسبب وجود الأحرف السلوفاكية الخاصة (ľščňťžôúáíýéä°´ˇ§). ومع ذلك، يمكن للمستخدمين الوصول إلى هذه الأحرف الأمريكية باستخدام مفتاح AltGr، علمًا بأن مواقع هذه الأحرف تختلف بين أنظمة التشغيل المختلفة. وبالإضافة إلى تخطيط لوحة المفاتيح كويرتز التقليدي الذي يعود إلى عصر الآلات الكاتبة، يستخدم مستخدمو الحاسوب في سلوفاكيا أيضًا تخطيط كويرتي، مع اختلاف وحيد يتمثل في تبديل موضعي مفتاحي Y و Z.

### اللاتينية السلافية الجنوبية

تخطيط لوحة المفاتيح اللاتينية الصربية الكرواتية والسلوفينية

يتضمن تخطيط لوحة المفاتيح اللاتينية والصربية الكرواتية والسلوفينية خمسة أحرف خاصة إضافية وهي Č وĆ وŽ وŠ وĐ. تم توحيد تخطيط لوحة المفاتيح هذا في ثمانينيات القرن العشرين في يوغوسلافيا . الحروف Ć و Đ هي جزء فقط من الأبجدية اللاتينية في Gaj ولكنها ليست جزءًا من الأبجدية السلوفينية ، ومع ذلك تظل في لوحات المفاتيح السلوفينية (لأسباب اقتصادية، ولأسباب تاريخية، ولكتابة الكلمات في اللغات السلافية الجنوبية ذات الصلة الوثيقة). ننننننننن في لوحات المفاتيح التي تتميز بمفتاح مسافة خلفية أطول ومفتاح إدخال تقليدي على شكل حرف L معكوس، يقع الحرف Ž على الجانب الأيمن من مفتاح Ć. ويعتمد هذا التخطيط بشكل كبير على مفتاح AltGr (Alt الأيمن) لإدخال الأحرف غير الأبجدية ومجموعات المفاتيح الميتة التي تُستخدم لإضافة علامات التشكيل إلى الأحرف اللاتينية. والجدير بالذكر أنه باستخدام تخطيط لوحة المفاتيح الصربي الكرواتي وحده، يمكن كتابة نصوص بلغات متعددة مثل اللغات الألبانية والتشيكية والألمانية والمجرية والإيطالية والبولندية والرومانية والسلوفاكية.
يوجد اقتراح لإصدار جديد من تخطيط لوحة المفاتيح السلوفينية، والذي يتضمن إزالة الحرفين Ć و Đ من الصف العلوي وإضافة رمز @ بدلاً منهما. سيتم أيضًا ترجمة مفاتيح الأوامر إلى اللغة السلوفينية وإجراء بعض التغييرات الطفيفة في تخطيط المستوى الثاني.
بالنسبة للغة الصربية، هناك أيضًا نسخة من لوحة المفاتيح السيريلية ، والتيQ وWيتم استبدال بـ Љ (Lj) وЊ (Nj) على التوالي.
ومع ذلك، فإن لوحات مفاتيح ابل للغة الكرواتية هي كويرتي.

### السويسرية (الألمانية، الفرنسية، الإيطالية، الرومانشية)، ليختنشتاين، لوكسمبورغ

تخطيط لوحة المفاتيح السويسرية

تم تحديد تخطيط لوحة المفاتيح السويسرية بواسطة المعيار الوطني SN 074021:1999. وهو مصمم للسماح بسهولة الوصول إلى اللهجات المستخدمة بشكل متكرر للغات الفرنسية والألمانية والإيطالية وعلامات العملة الرئيسية. وقد تم تصميمه منذ البداية للاستخدام مع وضع لغات متعددة (ليس فقط تلك التي يتم التحدث بها في سويسرا) في الاعتبار. الفرق بين تخطيط اللغة الألمانية السويسرية (sg) والفرنسية السويسرية (sf) هو أن النسخة الألمانية تحتوي على علامات التشكيل الألمانية (ä, ö, ü) التي يمكن الوصول إليها في الحالة غير المحولة، بينما تحتوي النسخة الفرنسية على بعض الأحرف الفرنسية المعلمة (é, à, è) التي يمكن الوصول إليها في الحالة غير المحولة. تحتوي لوحات المفاتيح الفعلية على مفاتيح محفورة لكلا الاختلافين؛ والفرق هو فقط في إعدادات برنامج التشغيل (البرنامج). توجد أيضًا في أحدث إصدارات ويندوز إعدادات برنامج تشغيل مدرجة بشكل منفصل للغة الإيطالية السويسرية والرومانشية السويسرية، ولكنها تتوافق مع تخطيط اللغة الفرنسية السويسرية والألمانية السويسرية على التوالي. في نظام التشغيل Mac OS X 10.6 ولينكس ، تتوفر اللغتان الفرنسية السويسرية والألمانية السويسرية فقط، وعلى نظام التشغيل iPadOS، التخطيط الوحيد لسويسرا هو الألمانية السويسرية.
نظرًا لأن اللغة الألمانية السويسرية لا تستخدم حرف الربط esszett (ß)، فإن لوحة المفاتيح في نظام التشغيل ويندوز لا تتضمن هذا الرمز، على عكس تخطيطات كويرتي الألمانية والنمساوية. في المقابل، تقوم أنظمة لينكس و macOS عادةً بتعيين حرف ß إلى تركيبة المفاتيحAlt Gr+s و ⌥ Option+s على التوالي. في حين تستخدم لوحة المفاتيح الألمانية تسميات ألمانية لمفاتيحها (على سبيل المثالStrg بدلا منCtrlتستخدم لوحات المفاتيح الاختصارات الإنجليزية كحل "محايد" لتجنب تفضيل أو استبعاد أي من اللغات الوطنية في سويسرا .[بحاجة لمصدر]
على بخلاف تخطيطات لوحة مفاتيح ويندوز المستخدمة في فرنسا وبلجيكا، يفتقر التخطيط السويسري إلى مفتاح مخصص للحرف المميز "ù". يقوم تخطيط MacOS عادةً بتعيين هذا الحرف إلى⌥ Option+u .
لا يوجد في لوكسمبورج تخطيط لوحة مفاتيح خاص بها. وتستخدم كل من المؤسسات التعليمية العامة والإدارة العامة لوحة المفاتيح السويسرية الفرنسية، والتي تُعتبر أيضًا تخطيط لوحة المفاتيح القياسي لنظام التشغيل مايكروسفت ويندوز لوكسمبورج. بينما يفضل البعض في القطاع الخاص تخطيطات AZERTY البلجيكية أو QWERTY الأمريكية.[بحاجة لمصدر] تستخدم ليختنشتاين أيضًا تخطيط اللغة الألمانية السويسرية بدون حرف ß.